# ديفيد بي بريل
ديفيد بي بريل (بالإنجليزية: David P. Brill)‏ هو ناشط وصحفي أمريكي، ولد في 1955، وتوفي في 1979.